# Football Frenzy
Football Frenzy (フットボールフレンジー?, Futtobōru Furenjī) è un videogioco sportivo arcade incentrato sul football americano, edito da SNK per il Neo Geo nel 1992.

## Modalità di gioco
Il gameplay di Football Frenzy è simile a Touch Down Fever e ad altri titoli di football americano dell'epoca. Il titolo permette agli utenti di optare tra una selezione di dieci squadre fittizie per giocare in un torneo a eliminazione diretta da otto squadre (per un giocatore) o in una partita testa a testa (per due giocatori).
L'azione è vista dall'alto verso il basso, ma con i giocatori inquadrati da una visuale angolata. Prima di un'azione, il giocatore in attacco può scegliere tra otto azioni di corsa, otto azioni di passaggio e due azioni di calcio (field goal e punt), mentre il giocatore in difesa non può scegliere le azioni. La selezione delle azioni cambia nel corso del torneo o a seconda della posizione in campo in una partita a due giocatori. Durante le azioni di corsa, la telecamera esegue uno zoom su una visuale più ravvicinata del campo.
I comandi prevedono un joystick a otto direzioni e quattro pulsanti. Il pulsante A è il pulsante di azione principale, utilizzato per alzare la palla e per far correre più velocemente il giocatore in carica toccandolo ripetutamente. Durante le azioni di passaggio, i pulsanti B, C e D servono per scegliere il ricevitore. In difesa, il pulsante B passa al difensore più vicino alla palla.

## Accoglienza
In Giappone, la rivista Game Machine elencò Football Frenzy nel numero del 15 marzo 1992 come la quarta unità arcade di maggior successo del mese. Il titolo ha ricevuto recensioni contrastanti dalla critica sin dal suo lancio iniziale, con alcuni che ne hanno elogiato la presentazione, la grafica e il sound design, mentre altri hanno criticato il gameplay, ritenendolo difficile da comprendere.